# Pitch Black
Pitch Black šesti je EP švedskog ekstremnog metal sastava Meshuggah. EP je 4. veljače 2013. godine u besplatnoj digitalnoj inačici objavila diskografska kuća Scion Audio Visuals.

## Popis pjesama
| 1.    | »Pitch Black«                            | 5:56 |
| 2.    | »Dancers to a Discordant System« (uživo) | 9:51 |
| 15:47 |                                          |      |

## Zasluge
Meshuggah
- Fredrik Thordendal – bas-gitara, inženjer zvuka (na pjesmi "Pitch Black"), gitara
- Jens Kidman – vokali
- Mårten Hagström – gitara
- Dick Lövgren – bas-gitara (na pjesmi "Dancers to a Discordant System")
- Tomas Haake – vokali (na pjesmi "Pitch Black"), bubnjevi

Ostalo osoblje
- Rob Kimura – dizajn
- Rickard Sporrong – mastering
- Daniel Bergstrand – miksanje (pjesme "Pitch Black")